# Borowe (Sorkwity)
Borowe (deutsch Borowen, 1938 bis 1945 Prausken) ist ein Dorf in der polnischen Woiwodschaft Ermland-Masuren. Es gehört zur Landgemeinde Sorkwity (deutsch Sorquitten) im Powiat Mrągowski (Kreis Sensburg).

## Geographische Lage
Borowe liegt am Nordufer des Langendorfer Sees (polnisch Jezioro Dłużec) inmitten der Woiwodschaft Ermland-Masuren, elf Kilometer südwestlich der Kreisstadt Mrągowo (deutsch Sensburg).

## Geschichte

### Ortsgeschichte
Das nach 1785 Borrowen und bis 1938 Borowen genannte Dorf wurde 1548 gegründet, als Georg von Rechenberg 40 Hufen für Borowen und 20 Hufen für Borowerwald (1938 bis 1945 Prauskenwalde, polnisch Borowski Las) ausstellte. Mit seinen Wohnplätzen Borowerwald (1938 bis 1945 Prauskenwalde, polnisch Borowski Las) und Schönruttkowen (1938 bis 1945 Schönrauten, polnisch Rutkowo) war Borowen von 1874 bis 1945 Amtssitz und damit namensgebend für einen Amtsbezirk, der – 1938 in „Amtsbezirk Prausken“ umbenannt – zum Kreis Sensburg im Regierungsbezirk Gumbinnen (ab 1905: Regierungsbezirk Allenstein) in der preußischen Provinz Ostpreußen gehörte. 
Aufgrund der Bestimmungen des Versailler Vertrags stimmte die Bevölkerung im Abstimmungsgebiet Allenstein, zu dem Borowen gehörte, am 11. Juli 1920 über die weitere staatliche Zugehörigkeit zu Ostpreußen (und damit zu Deutschland) oder den Anschluss an Polen ab. In Borowen stimmten 360 Einwohner für den Verbleib bei Ostpreußen, auf Polen entfielen keine Stimmen.
Am 3. Juni (amtlich bestätigt am 16. Juli) 1938 wurde Borowen aus politisch-ideologischen Gründen der Abwehr fremdländisch klingender Ortsnamen in „Prausken“ umbenannt.
1945 wurde das Dorf in Kriegsfolge mit dem gesamten südlichen Ostpreußen an Polen überstellt und erhielt die polnische Namensform „Borowe“. Heute ist es  Sitz eines Schulzenamtes (polnisch Sołectwo) und somit eine Ortschaft im Verbund der Landgemeinde Sorkwity (Sorquitten) im Powiat Mrągowski (Kreis Sensburg), bis 1998 der Woiwodschaft Olsztyn, seither der Woiwodschaft Ermland-Masuren zugehörig.

### Einwohnerzahlen
| Jahr | Anzahl |
| ---- | ------ |
| 1818 | 161    |
| 1839 | 238    |
| 1867 | 436    |
| 1885 | 553    |
| 1898 | 522    |
| 1905 | 558    |
| 1910 | 525    |
| 1933 | 546    |
| 1939 | 498    |
| 2011 | 114    |

### Amtsbezirk Borowen/Prausken (1874–1945)
Der Amtsbezirk Borowen setzte sich bei seiner Errichtung am 8. April 1874 aus acht Dörfern zusammen. Aufgrund von Strukturveränderungen waren es am Ende noch fünf:
| Name      | Geänderter Name 1938 bis 1945 | Polnischer Name | Bemerkungen                                   |
| --------- | ----------------------------- | --------------- | --------------------------------------------- |
| Bienken   | Bönigken                      | Bieńki          | 1928 in die Landgemeinde Ganthen eingemeindet |
| Borowen   | Prausken                      | Borowe          |                                               |
| Ganthen   |                               | Gant            |                                               |
| Gaynen    |                               | Gajne           | 1928 in die Landgemeinde Ganthen eingemeindet |
| Glodowen  | Hermannsruh                   | Głodowo         |                                               |
| Glognau   |                               | Głogno          |                                               |
| Maradtken |                               | Maradki         |                                               |
| Pillacken |                               | Piłaki          |                                               |

Am 1. Januar 1945 gehörten zum inzwischen umbenannten Amtsbezirk Prausken die Dörfer: Ganthen, Glognau, Hermannsruh, Maradtken und Prausken.

## Kirche
Im Jahre 1905 waren von den 558 Einwohnern 544 evangelischer und 14 katholischer Konfession.
Bis 1945 war Borowen resp. Prausken in die evangelische Kirche Ribben (polnisch Rybno) in der Kirchenprovinz Ostpreußen der Kirche der Altpreußischen Union sowie in die katholische Kirche Sensburg (Mrągowo) im damaligen Bistum Ermland eingepfarrt.
Heute gehört Borowe zur evangelischen Gemeinde in Rybno, einer Filialgemeinde der Pfarrei Sorkwity in der Diözese Masuren der Evangelisch-Augsburgischen Kirche in Polen, und außerdem zur katholischen Pfarrei Rybno im jetzigen Erzbistum Ermland in der polnischen katholischen Kirche.

## Verkehr
Borowe liegt an der verkehrsreichen Woiwodschaftsstraße 600, die die beiden Regionen Mrągowo (Sensburg) und Szczytno (Ortelsburg) miteinander verbindet. Außerdem enden in Borowe ländliche Nebenstraßen aus dem Norden bzw. Süden von Borowski Las (Borowerwald, 1938 bis 1945 Prauskenwalde) bzw. Rutkowo (Schönruttkowen, 1938 bis 1945 Schönrauten). Eine Anbindung an den Schienenverkehr besteht nicht.